# 포 페더스 (2002년 영화)
《포 페더스》(영어: The Four Feathers)는 미국에서 제작된 셰카르 카푸르 감독의 2002년 전쟁 드라마 영화이다. A. E. W. 메이슨의 1902년 동명 소설에 기반하였다. 히스 레저 등이 출연하였고, 폴 펠드셔 등이 제작에 참여하였다.

## 출연
- 히스 레저 - 해리 패버셤 역
- 웨스 벤틀리 - 잭 더런스 역
- 자이먼 운수 - 아부 파트마 역
- 케이트 허드슨 - 에스니 역
- 루퍼트 펜리존스 - 톰 윌러비 역
- 크리스 마셜 - 에드워드 캐슬턴 역
- 마이클 신 - 윌리엄 트렌치 역
- 앨릭스 제닝스 - 해밀턴 대령 역
- 제임스 코즈모 - 서치 대령 역
- 팀 피곳스미스 - 패버셤 장군 역

## 기타 제작진
- 공동 제작: 로리 보그
- 배역: 존 허버드, 로스 허버드
- 미술: 앨런 캐머런
- 의상: 루스 마이어스
- 세트: 피터 하우잇

## 우리말 녹음
MBC 성우진
- 안지환 - 해리 패버셤 (히스 레저)
- 김영선 - 잭 더런스 (웨스 벤틀리)
- 박선영 - 에스니 (케이트 허드슨)
- 황일청
- 김용식
- 박태호
- 전국근
- 최상기
- 이우신
- 이윤연
- 황윤걸
- 김동현
- 조예신
- 전수빈
- 송준석
- 표영재
- 김두희
- 양준건